# 1919年德国总统选举
1919年德意志國聯邦大總統選舉是德意志國（亦被稱為威瑪共和國）建國後首次國家元首選舉，但因規定全民直選的憲法在1919年8月11日之前沒有立法完成，並且因立即需要選出國家元首，因此1919年總統選舉是由國民議會在1919年2月11日間接選舉產生。

## 獲提名候選人
聯邦大總統當選人為德國社民黨成員弗里德里希·艾伯特，他在首輪投票中以277票對49票擊敗前帝國內政部部長亞瑟·馮·波薩多夫斯基-韋納。艾伯特得到社民黨、中央黨和德國民主黨的支持，這些政黨組成的「威瑪聯盟」在國民議會中佔有超過77%的議席。
由於隨後1925年和1932年的聯邦大總統選舉都為直選產生，因此此次選舉是二戰結束前唯一一次間接總統選舉。此外，在1969年古斯塔夫·海涅曼當選為德國總統前，艾伯特也是唯一一位當選德國總統的社會民主黨人，並且是1919年至1945年期間擔任這一職務的唯一一位社會主義者。

## 選舉結果
| 候選人（政黨）                          | 支持的政黨             | 選票 | %       |
| --------------------------------------- | ---------------------- | ---- | ------- |
| 弗里德里希·艾伯特（社民黨）             | 社民黨、民主黨、中央黨 | 277  | 73.1 %  |
| 亞瑟·馮·波薩多夫斯基-韋納（國家人民黨） | 德國國家人民黨         | 49   | 12.9 %  |
| 菲利普·謝德曼（社民黨）                 | -                      | 1    | 0.3 %   |
| 馬蒂亞斯·埃茨貝格爾（中央黨）           | -                      | 1    | 0.3 %   |
| 有投票權的代表                          | 有投票權的代表         | 423  | 100.0 % |
| 選票                                    | 選票                   | 379  | 89.6 %  |
| 有效選票                                | 有效選票               | 328  | 86.5 %  |
| 無效選票                                | 無效選票               | 51   | 13.5 %  |